# HMS Tintagel Castle (K399)
«Тінтагель Касл» (англ. HMS Tintagel Castle (K399) — військовий корабель, корвет типу «Касл» Королівського військово-морського флоту Великої Британії за часів Другої світової війни.

## Історія створення
Корвет «Тінтагель Касл» був закладений 29 квітня 1943 року на верфі компанії Ailsa Shipbuilding Company у Труні. 13 грудня 1943 року він був спущений на воду, а 7 квітня 1944 року увійшов до складу Королівських ВМС Великої Британії.

## Історія служби
Корабель брав активну участь у бойових діях на морі в Другій світовій війні, бився у Північній Атлантиці, біля берегів Франції, Англії, супроводжував атлантичні конвої. В ході війни служив у ескортних групах супроводу транспортних конвоїв. На рахунку корвета знищення у взаємодії з іншими протичовновими кораблями одного підводного човна противника, U-878.
10 квітня 1945 року корвет «Тінтагель Касл» у взаємодії з есмінцем «Ванквішер» в Біскайській затоці західніше Сен-Назер потопив німецький підводний човен U-878. Всі 51 члени екіпажу німецької субмарини загинули.